# Почётные граждане Вены
Почётные граждане Вены нем. Ehrenbürger von Wien) — звание, учреждённое в 1839 году по инициативе бургомистра Вены Игнаца Чапки и присваемое Венским городским сенатом «за заслуги перед Веной».

## Почётные граждане Вены
Список почётных граждан Вены в Венской ратуше

### XVIII век (1701—1800)
- Роудон-Гастингс, Фрэнсис (14 февраля 1797)
- Иоганн Филипп фон Штадион, граф Вартгаузен (14 февраля 1797)
- Фридрих Эрнст Граф Маршал (14 февраля 1797)
- Готфрид ван Свитен (14 февраля 1797)
- Franz Josef Graf Saurau[нем.] (17 мая 1797)
- Якоб фон Вёбер (17 мая 1797)
- Фердинанд Фридрих Август Вюртембергский (17 мая 1797)
- Josef Graf von Pergen[итал.] (30 мая 1797)
- Johann Ferdinand I. von Kuefstein[нем.] (30 мая 1797)
- Карл Иоганн фон Дитрихштейн[англ.] (30 мая 1797)
- Прокоп Лажанский из Букова[чеш.] (30 мая 1797)
- Иоганн Баптист Лампи (старший) (18 июня 1799)

### XIX век (1801—1900)
- Anton Friedrich Mittrowsky von Mittrowitz und Nemischl[нем.] (17 октября 1801)
- Joseph Freiherr von Kielmannsegg (17 октября 1801)
- Peter Anton Freiherr von Braun (28 декабря 1802)
- Joseph Ritter Girtler von Kleeborn (16 декабря 1803)
- Иоганн Фердинанд Хетцендорф фон Хоэнберг[нем.] (15 февраля 1804)
- Гайдн, Йозеф (1 апреля 1804)
- Vinzenz Peter Anton Guldener von Lobes (4 января 1805)
- Louis Montoyer[нем.] (17 октября 1801) (25 сентября 1805)
- Rudolf Graf Wrbna von Freudenthal (16 января 1806)
- Зонненфельс, Йозеф (11 ноября 1806)
- Leopold Ignaz Freiherr von Haan (15 ноября 1809 г.)
- Фердинанд Граф фон Биссинген-Ниппенбург[нем.] (2 января 1810)
- Augustin Reichmann von Hochkirchen[нем.] (2 января 1810)
- Ferdinand Freiherr Fechtig von Fechtenberg[нем.] (4 мая 1810)
- Philipp Graf Edling (6 октября 1810)
- Heinrich Joseph Watteroth (1810)
- Joseph Preindl (12 августа 1813)
- Меттерних, Клеменс фон (24 октября 1813)
- Карл Филипп принц цу Шварценберг (24 октября 1813)
- Bernhard Joseph Ritter Anders von Porodim (16 мая 1816)
- Johann Sartory (22 мая 1818)
- Joseph Seipelt (23 апреля 1829)
- Johann Christian Schiffner (22 сентября 1834)
- Игнац Франц Кастелли (5 февраля 1835)
- Leopold Ritter von Prosky (10 марта 1836)
- Франц Антон Коловрат-Либштейнский (2 апреля 1839)
- Johann Talatzko Freiherr von Gestieticz (12 февраля 1840)
- Johann Joseph Knolz (10 декабря 1840)
- Joseph von Spaun[нем.] (18 мая 1841)
- Максимилиан фон Вимпфен (8 июля 1841)
- Josef von Sedlnitzky (24 марта 1842)
- Anton Gilbert Edler von Seydel (6 июля 1842)
- Paul Wilhelm Eduard Sprenger (24 октября 1842)
- Josef Baumgartner (24 октября 1842)
- Франц фон Гартиг (15 ноября 1842)
- Соломон Майер Ротшильд (9 февраля 1843)
- Bartholomäus von Stürmer (14 апреля 1843)
- Karl Graf Inzaghi (20 апреля 1843)
- Франц фон Пиллерсдорф (20 апреля 1843)
- Franz Seraphim Graf Kuefstein (4 июля 1843)
- Georg Graf Erdödy von Monyorókerék (7 ноября 1843)
- Ferdinand Leopold Graf Pálffy-Daun ab Erdöd (14 мая 1844)
- Franz Buffa Freiherr von Lilienberg und Castellalt (4 августа 1845)
- Johann Freiherr Krticzka von Jaden (30 августа 1845)
- Johann Joseph von Prechtl (9 ноября 1846)
- Людвиг Михаэль фон Шванталер (3 февраля 1847)
- Adam von Burg (20 мая 1847)
- Ансельм Соломон барон Ротшильд (2 августа 1847)
- Johann Adolf Fürst zu Schwarzenberg (26 февраля 1848)
- Йоганн Йозеф Венцель Антон Франц Карл граф Радецки фон Радец (7 августа 1848 г.)
- Граф Йосип Елачич-Бужимский (4 сентября 1849 г.)
- Юлиус Якоб фон Гайнау (4 сентября 1849 г.)
- Франц Иосиф фон Дитрихштейн (25 января 1850 г.)
- Феликс Людвиг Иоганн Фридрих цу Шварценберг (7 января 1851 г.)
- Maximilian O’Donell von Tyrconell (19 февраля 1853 г.)
- Генрих фон Гесс (18 декабря 1855 г.)
- Карл Фердинанд фон Буоль-Шауенштейн (29 апреля 1856 г.)
- Карл фон Краусс (8 апреля 1859 г.)
- Иоганн фон Кемпен фон Фихтенштам (4 ноября 1859 г.)
- Людвиг (Лайош) Август фон Бенедек (4 ноября 1859 г.)
- Франц Сераф фон Соммаруга[нем.] (18 июля 1860 г.)
- Антон Риттер фон Шмерлинг (8 марта 1861 г.)
- Karl Wilhelm Fürst von Auersperg (18 февраля 1862 г.)
- Франц фон Хейн (18 февраля 1862 г.)
- Грильпарцер, Франц (29 декабря 1863 г.)
- Антон Александер фон Ауэршперг (8 апреля 1864 г.)
- Людвиг Карл Вильгельм фон Габленц (22 ноября 1864 г.)
- Josef Fürst Colloredo-Mansfeld (25 января 1867 г.)
- Фридрих Фердинанд фон Бейст (21 декабря 1867 г.)
- Matthias Constantin Graf Wickenburg  (18 января 1870 года)
- Георг Сигл (11 февраля 1870 г.)
- Карл Гискра (15 сентября 1870 г.)
- Зюсс, Эдуард (17 октября 1873 г.)
- Ernst Karl von Hoyos-Sprinzenstein (17 октября 1873 г.)
- Карл фон Рокитанский (8 января 1874 г.)
- Гиртль, Йозеф (17 марта 1874 г.)
- Франц Риттер фон Хунн[нем.] (4 февраля 1875 г.)
- Йозеф фон Фюрих (12 февраля 1875 г.)
- Йозеф Клацкий (29 августа 1876 г.)
- Каэтан фон Фельдер (5 июля 1878 года)
- Генрих фон Фе́рстель (21 апреля 1879 г.)
- Людвиг Август Франкл фон Хохварт (1880)
- Игнац Куранда (22 марта 1881 г.)
- Adolf Ignaz Mautner von Markhof (24 июня 1881 г.)
- Бауэрнфельд, Эдуард (22 мая 1882 г.)
- Фридрих фон Шмидт (6 сентября 1883 г.)
- Граф Иоганн Непомук (Ганс Йозеф) Вильчек (11 сентября 1883 г.)
- Теофил Эдвард Хансен (21 декабря 1883 года)
- Рудольф Айтельбергер фон Эдельберг (3 марта 1885 года)
- Гие, Антон (25 мая 1886 г.)
- Альфред Риттер фон Арнет (10 июня 1887 г.)
- Леопольд Гаснер фон Арта (25 июня 1889 г.)
- Людвиг Лобмейр (25 июля 1889 г.)
- Эдуард Уль[нем.] (14 ноября 1889 г.)
- Думбас, Николаос (25 июля 1890 г.)
- Люгер, Карл (3 июля 1900 г.)

### XX век (1901—2000)
- Генрих фон Ви́ттек (5 мая 1905 г.)
- Алоиз Франц де Паула Мария[нем.] (23 ноября 1906 г.)
- Рихард фон Бинерт-Шмерлинг (28 марта 1916 г.)
- Рихард Вайскирхнер[нем.] (2 мая 1916 г.)
- Оттокар Чернин фон унд цу Худениц (2 мая 1918 г.)
- Якоб Ройман[нем.] (21 декабря 1923 г.)
- Франц Кляйн (политик)[нем.] (11 апреля 1924 г.)
- Штраус, Рихард (16 мая 1924 г.)
- Зейц, Карл (6 сентября 1929 г.)
- Зальтен, Феликс (1931)[1]
- Куншак, Леопольд (8 ноября 1946 г.)
- Теодор Кёрнер (23 апреля 1948 г.)
- Карл Реннер (28 октября 1948 г.)
- Шерф, Адольф (15 апреля 1955 г.)
- Иоганн Бём (21 ноября 1958 г.)
- Кокошка, Оскар (10 февраля 1961 г.)
- Рааб, Юлиус (10 марта 1961 г.)
- Франц Йонас (21 апреля 1961 г.)
- Франц Кёниг (25 октября 1968 г.)
- Бруно Марек[нем.] (22 января 1970 г.)
- Роберт Штольц (9 июля 1970 г.)
- Бруно Крайский (11 декабря 1975 г.)
- Феликс Славик[нем.] (28 февраля 1977 г.)
- Антон Беня[нем.] (29 июня 1977 г.)
- Герберт фон Караян (24 апреля 1978 г.)
- Карл Бём (12 сентября 1978 г.)
- Герта Фирнберг[нем.] (24 сентября 1979 г.)
- Кшенек, Эрнст (26 сентября 1980 г.)
- Альфред Малета[нем.] (27 февраля 1981 г.)
- Бруно Питтерман (27 февраля 1981 г.)
- Роза Йохман[нем.] (2 июля 1981 г.)
- Конрад Лоренц (18 февраля 1983 г.)
- Рудольф Саллингер (24 февраля 1984 г.)
- Элиас Канетти (26 апреля 1985 г.)
- Фриц Хохвельдер[нем.] (28 февраля 1986 г.)
- Рудольф Кирхшлегер (24 октября 1986 г.)
- Бернстайн, Леонард (10 декабря 1987 г.)
- Готфрид фон Эйнем (29 января 1988 г.)
- Рудольф Пёдер (6 декабря 1990 г.)
- Поппер, Карл (4 мая 1992 г.)
- Гертруда Фрёлих-Санднер (1993)
- Карл Диттрих[нем.] (1993)
- Виктор Франкл (20 июня 1995 г .; Т: 16 октября 1995 г.)[2][3]
- Грац, Леопольд (1995)
- Цильк, Гельмут (1995)
- Ханс Майр[нем.] (T: 8 сентября 1995)[4]
- Визенталь, Симон (20 июня 1995 года, Т: 6 декабря 1995 года)[2][5]
- Мария Шомайер (9 августа 1996 г.)
- Карл Феллингер (30 мая 1997 г.)
- Макс Вейлер[нем.] (17 декабря 1999, T: 7 марта 2000)[6]
- Билли Уайлдер (29 сентября 2000 г.)[7]

### XXI век (с 2001 г.)
- Тедди Коллек (23 мая 2001 года)
- Эрик Плесков[нем.] (T: 26 февраля 2007 г.)[8]
- Зепп Ридер[нем.] (2 октября 2007 г.)
- Эрик Хобсбаум (вт .: 21 января 2008 г.)[9]
- Эрик Кандель (8 октября 2008 г.)[10]
- Карл Шорске[нем.] (T: 25 апреля 2012 г.)[11]
- Мартин Карплус (T: 20 мая 2015 г.)[12]
- Фридерика Майрёккер (вт .: 3 июня 2015 г.)[13]
- Франц Враницкий (вт .: 4 октября 2017 г.)[14]
- Хайнц Фишер (T: 6 ноября 2017 г.)[15]
- Хуго Портиш[нем.] (T: 12 апреля 2018 г.)[16]
- Михаэль Хойпль (13 сентября 2019 г.)[17]